# William Dalby (homme politique)
Pour les articles homonymes, voir William Dalby et Dalby.
William Dalby (28 janvier 1839-22 janvier 1916) est un homme politique canadien de la Colombie-Britannique. Il est maire de la ville de Victoria de 1873 à 1875  .

## Biographie
Né à Richmond Hill dans le Haut-Canada, Dalby s'établit à Victoria avec John Grant en 1862. Sur place, il développe une tannerie et une entreprise manufacturière. Il occupe la fonction de juge de paix et de président de la Agricultural Association, ainsi que de la loge maçonique de Colombie-Britannique. 
Dalby est également candidat défait dans la circonscription provinciale de Victoria en 1871, lors d'une élection partielle en 1874 et dans Victoria City en 1890.
Il meurt à Victoria en janvier 1916 à l'âge de 76 ans.